# Ventilation industrielle
Pour l’article homonyme, voir Ventilation.
La ventilation industrielle désigne les techniques et procédés industriels permettant de renouveler l’air au sein d’une usine : on évacue l’air intérieur pollué et on injecte de l’air « pur » extérieur. L'un des objectifs est le traitement et le conditionnement de l'air pour la santé et la sécurité des travailleurs en usine. Le principe de fonctionnement reste identique, mais les systèmes sont adaptés aux besoins de chaque bâtiment. 

## Historique
La première ventilation artificielle dont l'histoire fasse mention est celle que conseille Hippocrate en -460 : elle consistait en faire de grands feux sur les places, pour que le déplacement d’air entre l’air chaud et l’air froid crée une ventilation, et que la chaleur détruise les miasmes et purifie l’atmosphère. L’efficacité est cependant limitée, car la chaleur est très localisée.

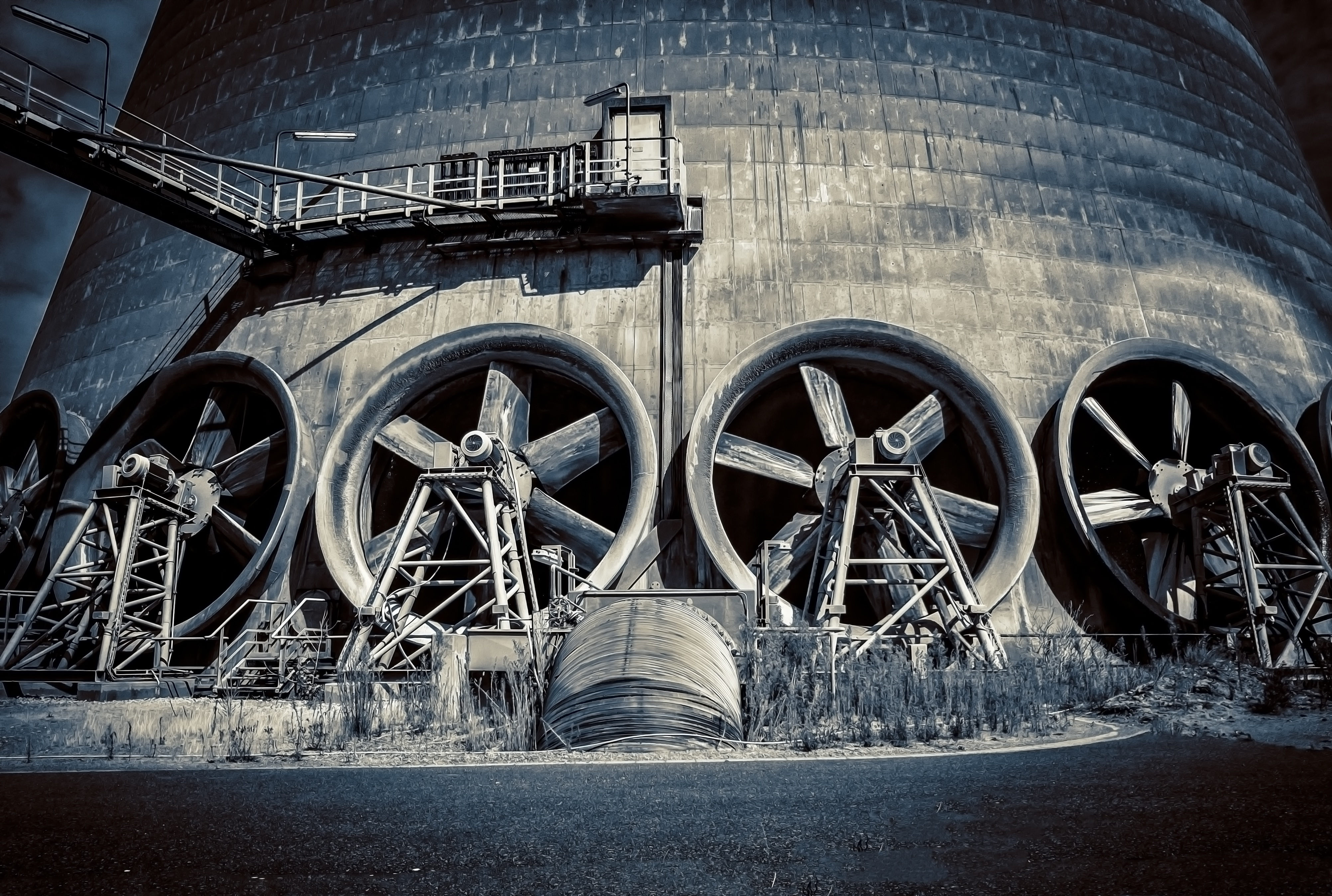
Exemple d'une sortie de ventilation Industrielle

La ventilation s’est inventée au fur et à mesure des siècles, pour répondre à différents besoins, principalement sanitaire; par exemple dans les prisons, les navires, les hôpitaux, où le nombre de morts était particulièrement élevé du fait d’une mauvaise circulation de l’air, favorable à la propagation des maladies.

## Processus
On distingue deux techniques principales de ventilation : la ventilation locale par aspiration à la source, et la ventilation générale aussi appelée ventilation par dilution.

### La ventilation générale
La ventilation générale, aussi appelée ventilation par dilution, a pour principe d’apporter de manière massive de l’air “neuf” et évacuer de manière tout aussi massive l’air pollué, par le biais de grands ventilateurs d’extraction placés soit au niveau des murs du bâtiment, soit sur le toit. L’objectif est de diluer la pollution et de faire passer la concentration des substances toxiques sous un certain seuil (défini selon l’entreprise et dans le respect des normes en vigueur). La répartition des polluants dans l’ensemble du local induit néanmoins le risque que d’autres personnes, se trouvant relativement éloignées du poste de travail contaminant, soient atteintes par la pollution.

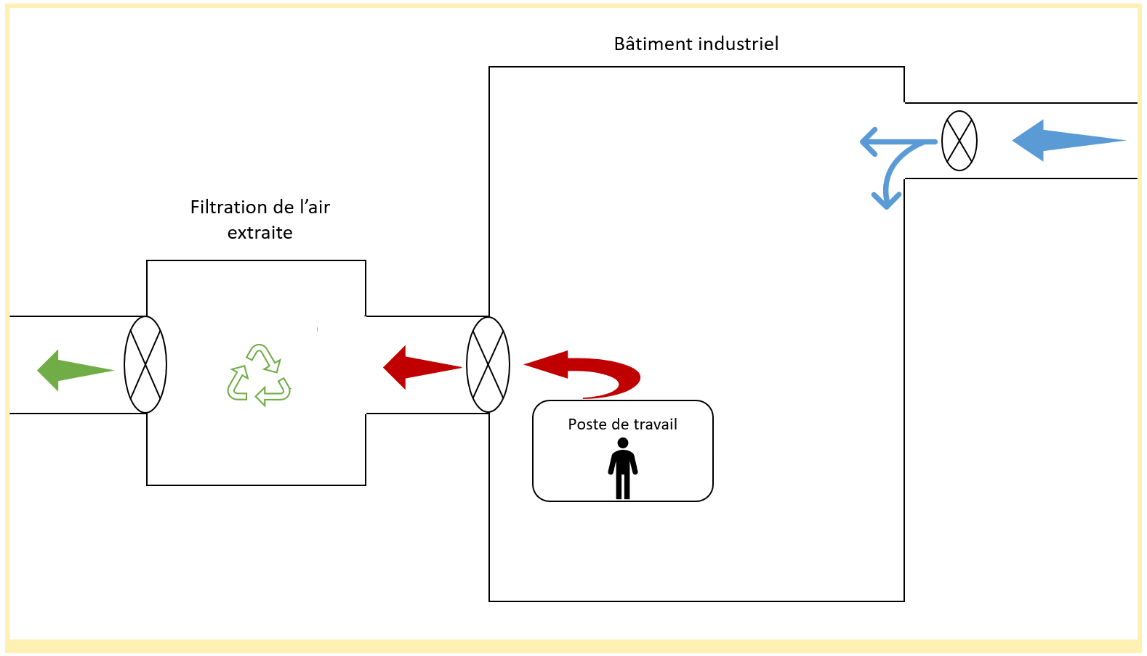
Schéma 1 : Ventilation générale

La ventilation par dilution peut être optimisée selon la position du ventilateur d’extraction. En effet, lorsque celui-ci est situé à proximité des travailleurs exposés de façon à aspirer la pollution avant qu’elle n’atteigne la zone de respiration du travailleur, et que l’apport d’air est situé derrière le travailleur, l’air contaminé est immédiatement ventilé et non pas respiré (voir schéma 1). 
Cette méthode laisse néanmoins toujours une partie de la pollution dans l’environnement de travail, c’est pourquoi elle est privilégiée, et ne doit être utilisée, que dans les cas suivants :
- substances à la toxicité moindre
- quantités de polluants générées peu élevées
- travailleurs n’exécutant pas leurs tâches à proximité immédiate de la source de contamination
- uniformité du taux d’émission de contaminants

Elle peut également servir de complément à la ventilation locale au cas où celle-ci ne parviendrait pas à capter la totalité de la pollution émise. Elle est aussi utilisée à titre principal dans les cas où le recours à une ventilation locale serait impossible pour des raisons techniques.
En résumé, la ventilation par dilution a pour limites :
- de ne pas complètement éliminer les contaminants
- de ne pas être utilisable pour les produits chimiques hautement toxiques
- d’être inefficace pour la poussière, la fumée de métaux, ou les grandes quantités de gaz ou de vapeurs
- d’être inefficace pour la gestion de pics d’émission irréguliers, car la quantité d’air utilisé doit être calculée en fonction de la pollution de l’air
- de nécessiter de grandes quantités d’air de remplacement, qu’il faut chauffer ou refroidir

### La ventilation locale

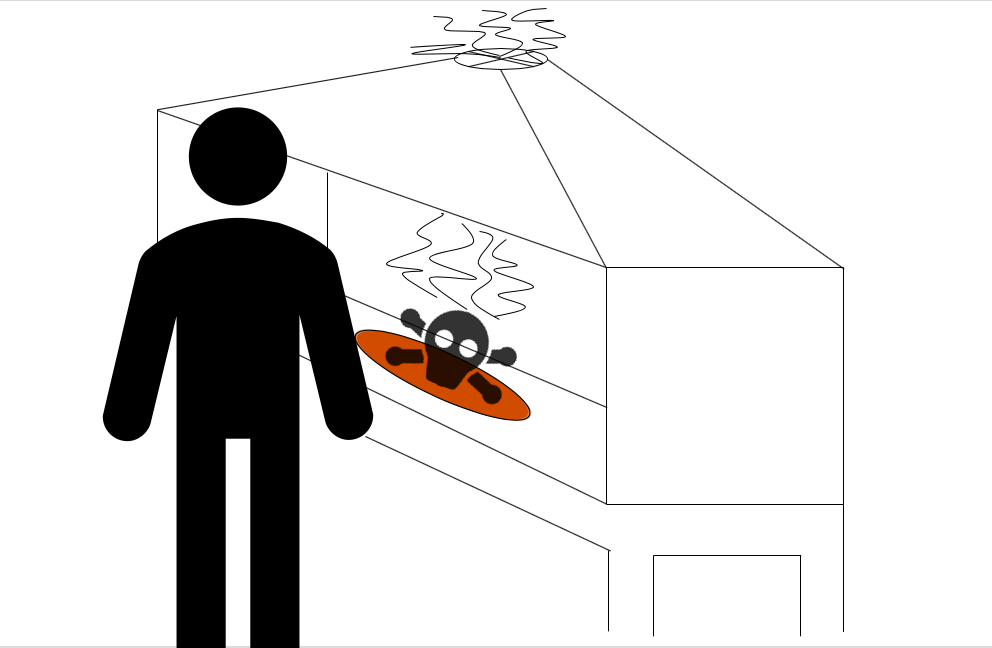
Schéma ventilation locale

La ventilation locale consiste à éviter la dispersion de la pollution dans l’environnement et l’exposition des travailleurs en la captant à sa source, ou du moins le plus proche possible de celle-ci. On cherche à évacuer les polluants et à les maintenir dans une zone la plus restreinte possible.
Pour une bonne ventilation locale, plusieurs principes sont à respecter. Il s’agit en premier lieu d’envelopper autant que possible la zone productrice de polluants, de façon à contenir les polluants dans une zone aussi restreinte que possible et à limiter les possibilités de fuite dans l’environnement, le tout sans gêner le travailleur. Il est nécessaire de capter au plus près de la zone d’émission, car l’efficacité du système d’aspiration diminue avec la distance, tout en utilisant les mouvements naturels des polluants, par exemple dans le cas d’air pollué chaud. Une plus grande proximité entre le dispositif de captage et la zone d’émission de la pollution garantit donc une bonne efficacité tout en faisant appel à de plus faibles débit d’air. Il faut également que la vitesse de l’air soit suffisante et uniforme sur toute la zone de captage, pour assurer que tous les polluants soient bien captés et éviter les fuites (si la vitesse d’aspiration est trop faible, ou non uniforme, ce qui entraîne des fuites de l’air pollué par les zones à plus faible vitesse d’aspiration).
Il existe trois dispositifs de captage aussi appelées « hottes » dans le cas d’une ventilation locale : hotte enveloppante, hotte de capture et hotte de réception. 

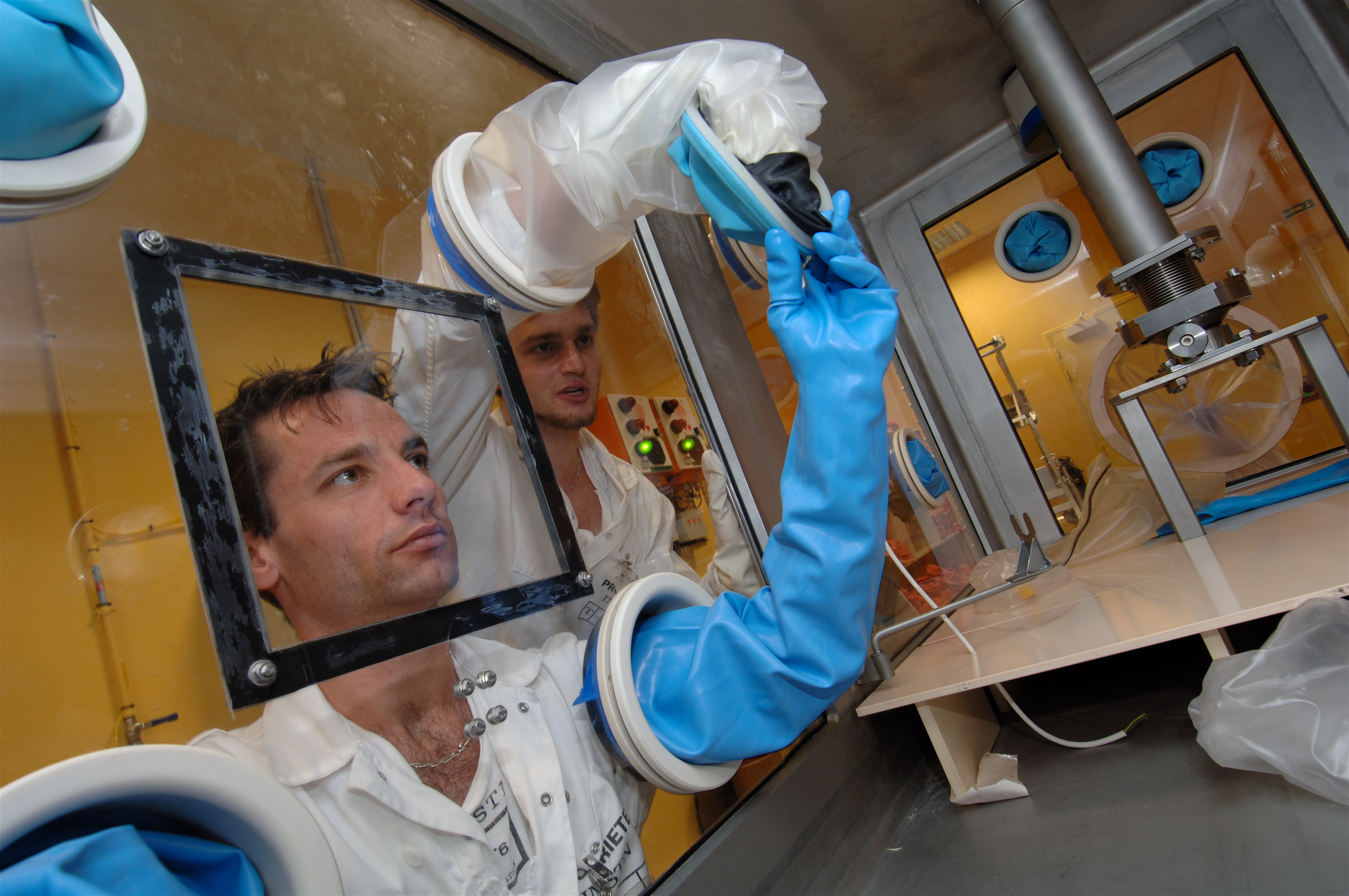
"Glove Box" ou "Boîte à gants" en français

Les hottes enveloppantes, ou hotte de « fumée », sont des hottes entourant le processus de travail ou la source d’émission des contaminants. Des exemples de hottes fermés (4 cotés fermés), sont les « Glove boxes » , les boîte à gants et les capots de broyeur consiste en une enceinte ou une cabine autour de la zone d’émission ayant pour but de contenir la dispersion du polluant au sein de cette enceinte, avec un système d’aspiration de l’air pollué. 
Les hottes de capture sont situées à côté d'une source d'émission sans l'envelopper.  
Les hottes de réception sont conçues pour recevoir ou capter les émissions d'une source ayant une vitesse ou un mouvement initial. Par exemple, un type de hotte de réception appelée hotte à auvent reçoit de l'air et des gaz chauds montants. Un exemple est une hotte à auvent située au-dessus d'un four de fusion.  

## Principes communs
Peu importe la technologie choisie, l’un des principes de base de la ventilation est le renouvellement de l’air dans les mêmes quantités. Ainsi, la masse d’air polluée rejetée par la ventilation doit être compensée en continu et de manière fluide par une entrée d’air sain, afin d’éviter au maximum les différences de pression entre le local ventilé et l’extérieur, ce qui comprend les locaux adjacents. Il faut également éviter les courants d’air et tout ce qui peut entraîner une sensation d’inconfort thermique pour le travailleur.     
Toute forme de ventilation est confrontée aux problèmes suivants :
- le système se détériore au cours des années, il perd en efficacité du fait de l’accumulation des contaminants au sein du système, spécialement dans les filtres
- l’ensemble exige une maintenance en continu
- des tests réguliers sont obligatoires afin de prévenir les problèmes le plus tôt possible, et de mettre en place des mesures correctives
- seul le personnel qualifié devrait modifier le système de ventilation, afin d’assurer que celui-ci continue de fonctionner correctement et de garantir la sécurité des employés

## Fonctionnement

### Les facteurs pris en compte dans le processus de ventilation industrielle
Toute ventilation industrielle est composée d'un système d’approvisionnement d’air et d’un système d’évacuation de l’air contaminé. Lors de la conception d’une installation de ventilation industrielle, plusieurs éléments sont à prendre en compte afin d’assurer son bon fonctionnement. Le concepteur doit donc penser :
- au poste de travail
- à la pollution
- au captage de cette pollution
- au réseau de transport de l’air
- aux ventilateurs pour déplacer cet air
- à l’épuration et au rejet, aux prises d’air
- à la ventilation générale du bâtiment, à l’apport d’air et au chauffage.

Ainsi, le poste de travail implique des contraintes quant aux déplacements du personnel, à sa position de travail, ou encore au processus industriel. Il ne faut pas que l’aspiration d’air polluée soit dans le dos du travailleurs si la pollution est réalisée devant lui par exemple, sinon il la respire et l’objectif de protection de la santé n’est pas atteint. Il ne faut pas non plus que le système entrave les mouvements du personnel.
La pollution doit être déterminée selon son type (émission de gaz, de particules fines, etc) et son degré de nocivité, afin de permettre une réponse technique adaptée. Le besoin de maintenance des installations doit également être anticipé, pour que les éléments clefs de la ventilation soient accessibles.
En bref, le processus de ventilation industrielle nécessite une réelle précision mais également une forte adaptabilité. 

### La nécessité d’adaptabilité
La ventilation est un processus qui se doit d’être personnalisé. En effet, pour atteindre l’efficacité maximum d’une épuration d’air, le processus doit se faire de manière précise et réfléchie. 
L’adaptabilité se réalise dans un premier temps selon le secteur de l’usine concerné. Les paramètres de ventilation seront logiquement différents si nous sommes dans une usine de métallurgie ou encore une usine chimique.
La personnalisation se fait dans un second  temps selon les installations (selon les différents secteurs industriels) mais également selon chaque poste de travail afin d’optimiser l’évacuation d’air. 
Elle peut également se faire en fonction de l’environnement interne à l’usine. Cela passe notamment par la maîtrise de la température interne du bâtiment. Cette dernière peut être régulé pour la santé des employés travaillant dans l’usine, ou encore la « santé » des machines qui nécessite une température ambiante afin d’éviter les surchauffes et de baisser les coûts de maintenance.

## Les principaux composants d'un système de ventilation
Le système de ventilation d’un bâtiment se compose de dispositifs de circulation d’air tel que les ventilateurs, ainsi que d’un réseau de conduits qui permettent une évacuation de l’air contaminé et l’approvisionnement en air « frais » extérieur au bâtiment.

### Les ventilateurs
Les ventilateurs sont la pièce maîtresse des systèmes de ventilation. Afin de garantir l’efficacité du système de ventilation, les ventilateurs doivent avoir la taille et le type appropriés. Ils doivent fournir la vitesse de circulation de l’air suffisante pour capter les contaminants à la source, les aspirer à travers la hotte et les transporter à travers le système de conduits, les dispositifs de purification de l’air et d'évacuation vers l’extérieur.
Il existe deux principaux types de ventilateurs d'extraction : les ventilateurs axiaux et les ventilateurs centrifuges. 
Parmi les ventilateurs axiaux, trois sous-parties se distinguent : ventilateur à hélice, ventilateur « tube-axial » et ventilateur « vanne-axial ». 
Ce sont majoritairement les ventilateurs à hélice qui sont utilisés pour la ventilation par dilution ou le refroidissement. Il peut déplacer de grandes quantités d’air, à condition d’avoir peu de résistance. Cependant, ils ne sont pas adaptés à la ventilation locale car ils ne fournissent pas assez d’aspiration pour aspirer l’air à travers le système.
Les ventilateurs « tube-axial » et « vanne-axial » sont quant à eux essentiellement conçus pour être intégrés dans un système de conduits.
Concernant les ventilateurs centrifuges, il en existe trois sortes déterminés par le type de pale d’hélice utilisé : 
- Pales inclinées vers l'avant
- Pales inclinées vers l'arrière
- Pales radiales droites

Les ventilateurs centrifuges peuvent fonctionner avec une résistance élevée et sont généralement utilisés dans les systèmes de ventilation locale. Les ventilateurs centrifuges à pales radiales droites sont le meilleur type pour évacuer de grandes quantités de poussière, car ils risquent moins d'être obstrués ou abrasés par la poussière.

### Les conduits
Le réseau de conduit doit être conçu de manière à permettre une circulation de l’air en limitant au maximum le frottement et la résistance. La quantité d’air qui passe dans un conduit dépend de l’ouverture du conduit et de la vitesse de l’air.
Un air qui se déplace trop lentement peut permettre aux contaminants tels que la poussière de se déposer et de s’accumuler. Le dépôt de ces particules peut engendrer l’obstruction du conduit. Au contraire si l’air circule de manière trop rapide, cela peut provoquer des nuisances sonores ainsi qu’une abrasion importante, particulièrement aux niveaux des branches et des coudes, en raison du frottement accru entre les particules de poussière transportées par l’air et les parois du conduit.
De manière générale, les systèmes de conduits nécessitent de grandes quantités d’air pour déplacer de faibles quantités de contaminants. Le volume d’air requis dépend de la concentration acceptable de contaminants dans l’air au sein de l’espace de travail intérieur.
Lorsque la conception du système a été soignée, il peut atteindre la concentration d’air souhaitée en utilisant le moins d’énergie possible.  
Plusieurs autres éléments peuvent entrer en jeu pour le bon transport des polluants. Ainsi on pourra penser à la présence de gaz corrosifs, qui à terme endommagerait les tuyauteries, à la taille et à la pente de ces dernières, qui influent sur le débit d’air et donc le transport des polluants, ou encore à l’humidité de l’air et des poussières transportées. Il est également indispensable de prendre en compte la perte de pression de l’air dans les canalisations, que l’on appelle perte de charge, due aux frottements et aux différents éléments composant la tuyauterie, comme les coudes, filtres etc. 
En cas de transport de polluants inflammables, il est indispensable que les ventilateurs et conduits d’évacuation soient conçus de façon à éviter tout risque de création accidentelle d’étincelles, aussi bien par leur matière que par leur montage. 
Ainsi, la conception du réseau d’évacuation est un jeu d’équilibriste entre les besoins et contraintes engendrés par le type de pollution, les contraintes matériels quant à l’organisation des bâtiments et de l’espace de travail, et les contraintes financières.